# Ковалевский, Пётр Петрович
Пётр Петро́вич Ковале́вский (1808, село Ярошевка Харьковского уезда — 21 сентября 1855) — русский военачальник, генерал-лейтенант (13.02.1854), герой покорения Кавказа и Крымской войны (смертельно ранен при  штурме Карса).

## Биография
Пётр Ковалевский родился в 1808 году в селе Ярошевка Харьковского уезда. Происходил из дворян Харьковской губернии, его братья — Евграф (министр народного просвещения Российской империи) и Егор (дипломат, путешественник). Образование получил в Санкт-Петербургском артиллерийском училище, и в офицерских классах (впоследствии Михайловская артиллерийская академия); по окончании этого курса переведён был в гвардейскую артиллерию.
В русско-турецкую войну 1828—1829 гг. он сделал три кампании с ракетной ротой и участвовал во взятии крепости Варны, при устройстве полковником К. А. Шильдером моста через Дунай, в сражении под крепостью Силистрией и в переходе через Балканы. С 1833 г. по 1837 г. он был помощником генерал-адъютанта Шильдера при опытах над действием конгреговых ракет против укреплений и земляных насыпей, и затем при опытах над регулированными и шрапнелевыми гранатами, производившихся под руководством генерал-адъютанта С. П. Сумарокова. Производя в то же время самостоятельно и на собственные средства опыты над артиллерийскими снарядами, Ковалевский изобрел особую гранатную трубку. Заинтересовавшись историей и современным торгово-экономическим состоянием Средней Азии, Ковалевский составил две записки — об образовании на границе Сибири особого края для развития торговли России со Средней Азией. Записки эти были поданы тогдашнему генерал-губернатору Западной Сибири князю П. Д. Горчакову и не остались без влияния на последующие мероприятия в этом крае.
С 1843 года, когда Ковалевский был назначен командиром 20-й артиллерийской бригады, он постоянно участвовал в военных действиях на Кавказе. 7 августа 1845 года Ковалевский был произведён в генерал-майоры. С 1846 года он был начальником правого фланга Кавказской линии. В 1847 году Ковалевский был назначен командиром 2-й бригады 19-й пехотной дивизии и 26 ноября того же года его наградили орденом Святого Георгия 4-й степени (№ 7730 по списку Григоровича — Степанова).
В Крымскую войну 1853—1856 гг. Ковалевский командовал 13-й пехотной дивизией. 13 февраля 1854 года он был произведён в генерал-лейтенанты. Ковалевский удачно защищал Ахалцых, блестяще действовал в составе корпуса князя И. М. Андроникова, когда тот 14 ноября 1854 года разбил турок под Суфлисом. Затем он осаждал Ардаган и командовал 17 сентября 1855 года частью главных сил Кавказской армии при штурме Карса. При этом, атакуя Шорахские укрепления, Ковалевский получил смертельное ранение, от которого он и скончался 21 сентября того же года. Уже после смерти, 5 октября 1855 года , Высочайшим приказом Ковалевский был награждён орденом Белого орла с мечами.

## Награды
- Орден Святой Анны 3-й степени с бантом (1829)

- Орден Святого Владимира 4-й степени с бантом (01.01.1830)

- Орден Святого Станислава 2-й степени (11.10.1836)

- Орден Святой Анны 2-й степени (06.12.1838)
- Императорская корона к ордену Святой Анны 2-й степени (06.12.1842)

- Орден Святого Владимира 3-й степени (18.06.1844)

- Орден Святого Георгия 4-й степени (26.11.1847)

- Орден Святого Станислава 1-й степени (11.02.1848)

- Золотая шпага с надписью "За храбрость", украшенная алмазами (03.09.1848)

- Орден Святой Анны 1-й степени (06.12.1848)

- Императорская корона к ордену Святой Анны 1-й степени (19.01.1850)

- Орден Святого Владимира 2-й степени (1852)

- Орден Белого орла с мечами (05.10.1855)